# Trans (Neil Young)
Trans is het twaalfde studioalbum van Neil Young. De plaat verscheen op 29 december 1982 in de winkels. Het is zijn eerste album dat door Geffen Records werd uitgebracht en het luidde voor Young een experimentele periode van zijn loopbaan in. Het is een verzameling van zowel liedjes die hij op Hawaï opnam als elektronische muziek met invloeden van Kraftwerk en Devo.

## Achtergrond
David Geffen had in de jaren zeventig met Young gewerkt als manager van Crosby, Stills, Nash & Young (CSNY). Hij richtte het platenlabel Geffen Records op. Young tekende vervolgens een contract voor een miljoen dollar en hem werd volledige artistieke vrijheid beloofd. Het eerste album van zijn periode bij Geffen, getiteld Island in the Sun, werd echter niet uitgegeven. In december 1995 vertelde Young in een interview met Nick Kent voor het muziektijdschrift Mojo dat twee of drie van de liedjes uiteindelijk op het album Trans belandden. De muziek van Island in the Sun was opgenomen op Hawaï en Young stelde hiervoor een band samen, The Royal Pineapples, die bestond uit bassist Bruce Palmer (van zijn tijd bij Buffalo Springfield), drummer Ralph Molina (van Crazy Horse), steelgitarist Ben Keith (van de opnames voor Harvest), gitarist Nils Lofgren (onder meer van de opnames voor After the gold rush) en percussionist Joe Lala (van de CSNY-tournee in 1974).
Young begon met de opnames voor dat album op 24 september 1981, een week voordat zijn nieuwste album met Crazy Horse werd uitgegeven. Hij werd opnieuw begeleid door Crazy Horse, maar hij liet de door de bandleden ingespeelde muziek uiteindelijk weg. Young vervormde zijn stem met een vocoder van het merk Sennheiser en gebruikte vervolgens een Synclavier, die muziekproducent David Briggs had gevonden, om er elektronische muziek van te maken. De vervormde zangpartijen en de (net als op Re-ac-tor) zeer repetitieve muziek stonden voor Young symbool voor zijn pogingen om met zijn zoon te communiceren. Hij kreeg in 1978 met zijn toenmalige vrouw Pegi Morton een kind, Ben. Hij werd geboren met onder meer een hersenverlamming en kon niet praten. Young hield zich intensief bezig met de therapieën die zijn zoon onderging.

## Tracklist
| Nr. | Titel                            | Duur |
| --- | -------------------------------- | ---- |
| 1.  | Little thing called love         | 3:13 |
| 2.  | Computer age                     | 5:24 |
| 3.  | We r in control                  | 3:31 |
| 4.  | Transformer man                  | 3:23 |
| 5.  | Computer cowboy (aka Skycrusher) | 4:13 |

| Nr. | Titel                | Duur |
| --- | -------------------- | ---- |
| 6.  | Hold on to your love | 3:28 |
| 7.  | Sample and hold      | 5:09 |
| 8.  | Mr. soul             | 3:19 |
| 9.  | Like an Inca         | 8:08 |

Op de elpeehoes staat één nummer vermeld, "If you got love", dat door Young kort voor de uitgave van het album werd geschrapt.

## Musici
- Neil Young - gitaar, basgitaar, elektrische piano, zang, Synclavier, Sennheiser-vocoder
- Nils Lofgren - gitaar, piano, orgel, elektrische piano, zang, Synclavier, Sennheiser-vocoder
- Ben Keith - steelgitaar, slidegitaar, zang
- Bruce Palmer - basgitaar
- Ralph Molina - drums, zang
- Joe Lala - percussie, zang
- Frank Sampedro - gitaar
- Billy Talbot - basgitaar

## Hitlijsten
| Land                | Hoogste notering | Aantal weken |
| ------------------- | ---------------- | ------------ |
| Duitsland           | 51               | 4            |
| Nederland           | 32               | 1            |
| Nieuw-Zeeland       | 8                | 12           |
| Noorwegen           | 13               | 6            |
| Verenigd Koninkrijk | 29               | 5            |
| Verenigde Staten    | 19               | ?            |
| Zweden              | 6                | 5            |